# Alexander von Dörnberg
Alexander von Dörnberg (Darmstadt, 17 maart 1901 - Oberaula, 7 augustus 1983) was een Duits diplomaat en een SS-officier.

## Biografie

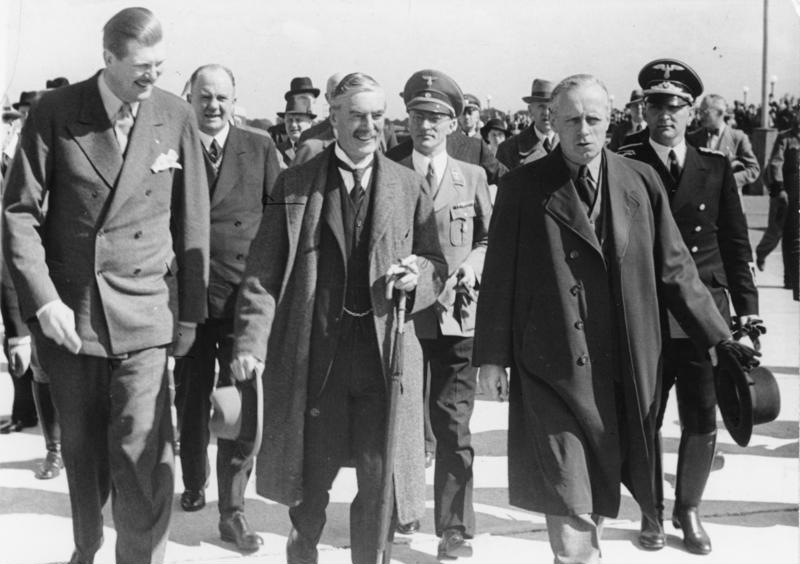
Dörnberg, Neville Chamberlain en Joachim von Ribbentrop op 16 september 1938

Von Dörnberg was van adellijke afkomst. Hij voegde zich bij het vrijkorps na het einde van de Eerste Wereldoorlog. Hij studeerde rechtsgeleerdheid aan verschillende universiteiten. Hij werkte even aan de Duitse ambassade in Washington, alvorens tussen 1930 en 1933 te werken bij de Duitse ambassade in Boekarest. Hierna kwam hij op de ambassade terecht in Tallinn tot 1936.
In 1937 kwam hij terecht op de Duitse ambassade in Londen. Op dat moment waren er vergevorderde gesprekken tussen ambassadeur Joachim von Ribbentrop en Groot-Brittannië in de persoon van Neville Chamberlain ter voorbereiding van het Verdrag van München.
Von Dörnberg was lid van de NSDAP. In 1934 was hij het hoofd van de NSDAP in Estland. In 1938 sloot hij zich aan bij de SS, waar hij de rang van SS-Oberführer bereikte. Hij vergezelde Von Ribbentrop ook bij het Molotov-Ribbentroppact in 1939.
Na de Tweede Wereldoorlog werd Von Dörnberg opgepakt en ondervraagd als getuige bij het Proces van Neurenberg.
Von Dörnberg overleed in 1983 op 82-jarige leeftijd.

## Familie[2]
Alexander von Dörnberg was de zoon van de Major Hans-Carl Freiherr von Dörnberg en zijn vrouw Alix Freiin Schenck zu Schweinsberg. Op 16 december 1928 trouwde von Dörnberg met Gisela Maria Sophia Brigitte Herin Nackelöer. Het echtpaar kreeg drie kinderen: Dirk-Dieter, geboren 8 mei 1934 in Tallinn, Alexandra, geboren 3 april 1937 en Cornelia, geboren 10 Augustus 1939 in Berlijn.

## Militaire carrière
- SS-Oberführer: 9 november 1940[1][2]
- SS-Obersturmbannführer:[2] 30 januari 1939[1]
- SS-Sturmbannführer:[2] 11 september 1938[1]
- SS-Hauptsturmführer:[2] 6 juli 1938[1]
- SS-Obersturmführer:[2] 31 december 1937[1]

## Lidmaatschapsnummers
- NSDAP-nr.: 3398362 (lid geworden 1 januari 1934)[1][2]
- SS-nr.: 293224[2] (lid geworden 11 april 1935)[1]

## Onderscheidingen
- Kruis voor Oorlogsverdienste, 1e Klasse[1][2]  en 2e Klasse[1][2]
- Anschlussmedaille[1][2]
- Medaille ter Herinnering aan de 13e Maart 1938[1][2]
- Ereteken van het Duitse Rode Kruis, 1e Klasse[1][2]
- Duits Olympisch Ereteken, 2e Klasse[1][2]
- Ehrendegen des Reichsführers-SS[1][2]
- SS-Ehrenring[1][2]

## Trivia
- Von Dörnberg viel op door zijn lengte van 2,01 m.